# 아르테미사

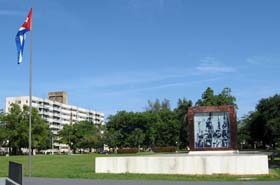
아르테미사

아르테미사(스페인어: Artemisa)는 쿠바의 도시로 아르테미사 주의 주도이며 면적은 690km2, 높이는 50m, 인구는 81,209명(2004년 기준), 인구 밀도는 117.7명/km2이다.